# 阿特卡 (俄罗斯)
阿特卡（羅馬化：Atka）是俄罗斯马加丹州的市级镇，属哈森区，地处马加丹州西南部，位于区行政中心帕拉特卡及州府马加丹东北方。R504公路（科雷马公路）穿过该地。
1953年设市级镇，镇名可能来自于附近的阿特坎（Аткан）河。该地2021年人口有287人；2010年人口485；2002年人口604；1989年人口2,648。